# Боярышник крымский
Боярышник крымский (лат. Crataegus taurica) — кустарник или небольшое дерево, вид рода Боярышник (Crataegus) семейства Розовые (Rosaceae).

## Распространение и экология
В природе ареал вида охватывает Крым — известен из восточной части Керченского полуострова, окрестностей Феодосии, Старого Крыма и Симферополя. Эндемик.
Произрастает по каменистым склонам, среди кустарников.

## Ботаническое описание
Деревцо или древовидный кустарник с темновишневыми, мохнато-волосистыми побегами и ветвями, покрытыми серой или пёстрой, местами, серой, местами тёмно-бурой корой и немногочисленными короткими, длиной около 1 см, колючками и боковыми побегами, частично превращенными в облиственные колючки.
Листья сверху тёмно-зелёные, снизу более светлые. На коротких побегах нижние листья овально-клиновидные, на вершине крупнозубчатые или трёхнадрезанные; выше расположенные в очертании от широкообратнояйцевидных до округлых или ромбических, трёхраздельные или с трёхнадрезной средней долей или пятираздельные с тремя верхними долями значительно уступающими в размерах нижним; доли большей частью широко-овальные, реже продолговато-овальные, верхние с наружной стороны на вершине с 1—3 зубцами, нижние иногда остро-зубчатые от середины и нередко с немногими зубцами на внутренней стороне. Листья стерильных побегов 5—7-раздельные со срезанным основанием, крупными широкими лопастями, при основании нередко почти рассечённые.
Соцветия крупные, диаметром до 9 см, состоящие из 5—7 длинных ветвей, несущих по 3—5, реже 2, цветка; чашелистики треугольные, острые или недлинно-заострённые, обычно по длине не превышают гипантия, с внутренней стороны, кроме кончика, почти голые; венчик диаметром 15 мм, с 17—20 тычинками и 2, реже 1 или 3, столбиками.
Зрелые плоды неизвестны.

## Таксономия
Вид Боярышник крымский входит в род Боярышник (Crataegus) трибы Pyreae подсемейства Спирейные (Spiraeoideae) семейства Розовые (Rosaceae) порядка Розоцветные (Rosales).
|  |                                      |  |                                                              |                                                              |                   |  | ещё 8 семейств (согласно Системе APG III) | ещё 8 семейств (согласно Системе APG III)    |                                              |  |  |  | ещё 7 триб (согласно Системе APG III)         | ещё 7 триб (согласно Системе APG III)         |  |  |  |  | ещё от 200 до 300 видов | ещё от 200 до 300 видов |
|  |                                      |  |                                                              |                                                              |                   |  | ещё 8 семейств (согласно Системе APG III) | ещё 8 семейств (согласно Системе APG III)    |                                              |  |  |  | ещё 7 триб (согласно Системе APG III)         | ещё 7 триб (согласно Системе APG III)         |  |  |  |  | ещё от 200 до 300 видов | ещё от 200 до 300 видов |
|  |                                      |  |                                                              | порядок Розоцветные                                          |                   |  |                                           |                                              | подсемейство Спирейные                       |  |  |  |                                               | род Боярышник                                 |  |  |  |  |                         |                         |
|  |                                      |  |                                                              | порядок Розоцветные                                          |                   |  |                                           |                                              | подсемейство Спирейные                       |  |  |  |                                               | род Боярышник                                 |  |  |  |  |                         |                         |
|  | отдел Цветковые, или Покрытосеменные |  |                                                              |                                                              | семейство Розовые |  |                                           |                                              | триба Pyreae                                 |  |  |  | вид Боярышник крымский                        |                                               |  |  |  |  |                         |                         |
|  | отдел Цветковые, или Покрытосеменные |  |                                                              |                                                              |                   |  |                                           |                                              |                                              |  |  |  |                                               |                                               |  |  |  |  |                         |                         |
|  |                                      |  | ещё 44 порядка цветковых растений (согласно Системе APG III) | ещё 44 порядка цветковых растений (согласно Системе APG III) |                   |  |                                           | ещё 8 подсемейств (согласно Системе APG III) | ещё 8 подсемейств (согласно Системе APG III) |  |  |  | ещё около 60 родов (согласно Системе APG III) | ещё около 60 родов (согласно Системе APG III) |  |  |  |  |                         |                         |
|  |                                      |  |                                                              | ещё 44 порядка цветковых растений (согласно Системе APG III) |                   |  |                                           |                                              | ещё 8 подсемейств (согласно Системе APG III) |  |  |  |                                               | ещё около 60 родов (согласно Системе APG III) |  |  |  |  |                         |                         |